# 阿瑟·布利斯
阿瑟·爱德华·多蒙德·布利斯爵士，CH，KCVO（英語：Sir Arthur Edward Drummond Bliss，1891年9月2日—1975年3月27日），英国作曲家。

## 生平
布利斯的父亲是美国人，他先后在拉格比学校和剑桥大学就读，后来进入皇家音乐学院从斯坦福深造。参加完一战回国后，他谱写了《颜色交响曲》《将死》等作品，一举成名。后来他先后担任BBC音乐指导和Master of the Queen's Music，并獲封名誉勳位。

## 作品
在20年代，布利斯被认为是一位先锋派作曲家。他在芭蕾音乐中运用了斯特拉文斯基和德布西的创作手法，在当时引起很大的反响。但30年代以后，他逐渐回归英国音乐传统。他晚年的一些作品结构复杂难解，体现出很高的创作技巧，如他的最后一部作品《变形变奏曲》等。